# 凯尔波·格伦达尔
凯尔波·格伦达尔（瑞典語：Kelpo Gröndahl，1920年3月28日—1994年8月2日），芬兰男子摔跤运动员。他曾代表芬兰参加1948年和1952年夏季奥林匹克运动会摔跤比赛，共获得一枚金牌和一枚银牌。